# Paratomapoderus obscuripes
Paratomapoderus obscuripes es una especie de coleóptero de la familia Attelabidae.

## Distribución geográfica
Habita en Camerún, Uganda y República Democrática del Congo.